# Looper (Film)
Looper ist ein US-amerikanischer Science-Fiction-Film des Regisseurs Rian Johnson aus dem Jahr 2012. Er handelt von einem Auftragsmörder im Jahr 2044, der von kriminellen Syndikaten aus der Zukunft angeheuert wird, Menschen zu töten, die sie durch die Zeit zurückschicken. Dabei trifft er eines Tages auf sein älteres zukünftiges Ich. Der Film hatte seine Premiere am 6. September 2012 auf dem 37. Toronto International Film Festival. In Deutschland kam der Film am 3. Oktober 2012 in die Kinos.

## Handlung
Nachdem die Vereinigten Staaten von Amerika von China wirtschaftlich überholt wurden, haben sich die sozialen Gegensätze und Spannungen weiter verschärft; im Jahr 2044 sind extreme Armut und Gewalt weitenteils an der Tagesordnung. Etwa 10 % der Bevölkerung haben durch eine Mutation schwache telekinetische Fähigkeiten erlangt.
Joe lebt in Kansas City und verdient sich seinen Lebensunterhalt als sogenannter „Looper“. Looper sind Auftragskiller und arbeiten für ein Syndikat, das um das Jahr 2074 in der Zukunft besteht und sich im Geheimen einer streng verbotenen Zeitreise-Technologie bedient, um unliebsame Personen ermorden zu lassen, da dies in der Zukunft wegen des fortschrittlichen Personen-Trackings nicht mehr möglich ist. Die Opfer werden – gefesselt und mit einem Sack über dem Kopf – in die Vergangenheit geschickt, wo sie von den Loopern erwartet, erschossen und entsorgt werden. Um den Loopern die Möglichkeit zu nehmen, ihre Auftraggeber in der Zukunft an die Behörden zu verraten, werden auch sie nach 30 Jahren zu ihrem jüngeren Selbst zurückgeschickt und von diesem eliminiert, was dem jüngeren Looper eine erhebliche zusätzliche Bezahlung in Gold einbringt. Diese finale „Selbsttötung“ wird als „geschlossener Loop“ bezeichnet. Die Looper werden im Jahr 2044 von Abe geführt, einem Mittelsmann, der vom Syndikat ebenfalls in die Vergangenheit geschickt worden ist und in einem Nachtclub residiert, der den Loopern als Treffpunkt dient.
Joes Freund Seth arbeitet ebenfalls als Looper. Als er sein 30 Jahre älteres Ich töten soll, zögert er jedoch, worauf der ältere Seth entkommen kann. Abe schickt seinen Handlanger Kid Blue aus, um den jüngeren Seth zu verfolgen, der in Joes Wohnung Zuflucht sucht. Joe gestattet ihm nach einigem Zögern, sich in seinem Geheimversteck unter dem Fußboden zu verstecken. Durch Seth erfährt Joe von einem mysteriösen Regenmacher, einem unbekannten, aber mächtigen Gangster aus der Zukunft, der dort alle Verbrechersyndikate kontrolliert und sofort nach seiner Machtübernahme angefangen hat, einen Loop nach dem anderen zu schließen. Als Joe unter Druck das Versteck verrät, fassen Abes Männer den jungen Seth und schneiden ihm eine Aufforderung in den Arm, an einem bestimmten Treffpunkt zu erscheinen. Der ältere Seth bemerkt die Narben in seinem Arm und macht sich auf den Weg. In der Zwischenzeit beginnen Abes Männer Seth nach und nach zu verstümmeln, was (durch die im Film behandelte Zeitreiselogik erklärt) auch sofort dem 30 Jahre älteren Seth widerfährt, bis schließlich am Treffpunkt der  bereits stark verstümmelte ältere Seth von Abes Leuten planmäßig getötet wird.
Wenig später wird auch Joe damit beauftragt, seinen Loop zu schließen. Für sein zukünftiges Ich verlief der Auftrag dabei folgendermaßen: Er erschießt sein zukünftiges Ich und wandert mit seinen beträchtlichen Ersparnissen nach Shanghai aus. Dort lebt er in Luxus und verbringt sein Leben mit Partys und Drogen. Dabei lernt er eine Frau kennen, die es schafft, ihn von den Drogen und seinem ausschweifenden Lebensstil abzubringen. Nach Ablauf der 30 Jahre wird sie vor seinem Haus von den Handlangern des Regenmachers erschossen, als er abgeholt wird, um zu seiner Exekution in die Vergangenheit geschickt zu werden. Kurz vor dem Einstieg in die Zeitmaschine überwältigt er seine Entführer und reist ungefesselt in die Vergangenheit zurück, wo sein jüngeres Ich bereits auf ihn wartet. In dieser Zeitlinie kann er aber den wartenden Joe überwältigen und macht sich auf den Weg, den jungen Regenmacher aufzuspüren, der zu dieser Zeit bereits als Junge in der Gegend leben muss. Er will ihn töten, um so zu verhindern, dass 30 Jahre später seine Frau ermordet wird.
Da der Exekutionsauftrag für Joe fehlgeschlagen ist, muss nun auch der jüngere Joe um sein Leben fürchten. Er verabredet sich mit seinem älteren Ich in einem Diner-Restaurant, anhand einer in den eigenen Arm geschnittenen Botschaft. Der Zeitreisende zeigt dem Jüngeren eine Karte, auf der die drei möglichen Aufenthaltsorte des Regenmachers in der Gegenwart verzeichnet sind. Kid Blue und seine Bande überraschen sie im Diner, aber beide können nach einer Schießerei entkommen. Der junge Joe findet auf seiner Flucht vor Abes Killern bei der Farmerin Sara Unterschlupf, deren Anwesen einer der möglichen Aufenthaltsorte des Regenmachers ist. Joe erkennt, dass Saras Sohn Cid hochbegabt ist. Als er erlebt, wie Cid vor Angst mit seinen mächtigen telekinetischen Fähigkeiten einen von Abes Handlangern in Stücke zerfetzt, wird ihm klar, dass es sich bei dem Jungen um den „Regenmacher“ handeln muss.
Nachdem der ältere Joe das erste mögliche Regenmacher-Kind getötet hat und erkennen muss, dass es das falsche war, wird er bei seiner Suche nach dem zweiten Kind von Kid Blue gefangen genommen und in Abes Nachtclub gebracht. Die Erkenntnis des jüngeren Joe, wer der zukünftige Regenmacher wirklich ist, wird augenblicklich auch zur Erinnerung für sein älteres Ich, so dass dieser nun die Identität und den Aufenthaltsort von Cid kennt. Er tötet Abe sowie dessen Männer und macht sich auf den Weg zu Saras Farm. Dort wird er nicht nur mit dem „Regenmacher“, sondern auch mit Sara und seinem jüngeren Ich konfrontiert.
Während Cid vor dem älteren Joe flieht, stellt Sara sich vor ihr Kind, um es vor der tödlichen Kugel zu schützen. In diesem Moment denkt der junge Joe, eine unheilvolle Zeitschleife zu erkennen: Der ältere Joe wird Sara erschießen, was Cid so traumatisieren wird, dass er sich mit Hilfe seiner enormen telekinetischen Fähigkeiten in der Zukunft als Regenmacher an den Loopern rächen wird. Um diesen verhängnisvollen Kreislauf zu unterbrechen, erschießt der junge Joe sich selbst, worauf sein älteres Ich verschwindet. Sara findet das Vermögen von Joe und kann nun ihren Sohn Cid ohne Angst aufziehen.

## Synchronisation
Die deutsche Synchronisation des Films übernahm die Film- & Fernseh-Synchron GmbH in Berlin nach einem Dialogbuch von Tobias Neumann unter der Dialogregie von Frank Schaff.
| Rolle                | Schauspieler         | Synchronsprecher  |
| -------------------- | -------------------- | ----------------- |
| Joseph Simmons       | Joseph Gordon-Levitt | Robin Kahnmeyer   |
| Joseph Simmons (alt) | Bruce Willis         | Manfred Lehmann   |
| Sara                 | Emily Blunt          | Bianca Krahl      |
| Seth                 | Paul Dano            | Timmo Niesner     |
| Kid Blue             | Noah Segan           | Leonhard Mahlich  |
| Suzie                | Piper Perabo         | Anna Carlsson     |
| Abe                  | Jeff Daniels         | Wolfgang Condrus  |
| Beatrix              | Tracie Thoms         | Kaya Marie Möller |
| Jesse                | Garret Dillahunt     | Olaf Reichmann    |

## Rezeption
Deutsche und internationale Kritiken fielen überwiegend positiv aus. So ermittelte der Metascore-Dienst Rotten Tomatoes 93 % positive Wertungen des Fachpublikums und 82 % der regulären Zuschauer.

„Atmosphärisch dichter Science-Fiction-Film, der das Zeitreise-Motiv und das Szenario einer nicht allzu fernen Zukunft für eine spannende Spekulation darüber nutzt, welcher Wert dem menschlichen Leben zugestanden wird.“

„Regisseur Rian Johnson gelingt mit seinem meisterhaften Zeitreise-Thriller „Looper“ ein ebenso spannendes wie intelligentes Lehrstück über komplexe moralische Fragen und macht seinen Science-Fiction-Film im Neo-Noir-Gewand im Kern zu einem universellen und zeitlosen Charakterdrama.“

„Ein hervorragend besetzter Science-Fiction, der sich gleichzeitig Gedanken über Tyrannenmord und Kindererziehung macht, unterhält und zum Nachdenken anregt. „Looper“ lohnt gleich mehrere Schleifen Kinobesuch mit Inhalt, Form und Mehrwert.“

Kritischer sah Danny Gronmaier von critic.de den Film:

„Zu unentschieden wirkt der Film auf die gesamte Spieldauer von knapp zwei Stunden, und auch die einzelnen Teile sind lediglich verwässert entwickelt. Das liegt durchaus auch am schnörkellosen (Anti-)Schauspiel Willis’ und Gordon-Levitts, welches die innere Zerrissenheit der Protagonisten nicht kondensieren kann und so die Ambition, die Zeitreise-Science-Fiction in den Figuren zu erden, eher unterläuft.“

## Auszeichnungen
| Preis                                                                                    | Nominierte/r         | Resultat  |
| ---------------------------------------------------------------------------------------- | -------------------- | --------- |
| National Board of Review Award für das beste Originaldrehbuch                            | Rian Johnson         | Gewonnen  |
| Washington D.C. Area Film Critics Association Award für das beste Originaldrehbuch       | Rian Johnson         | Gewonnen  |
| Broadcast Film Critics Association Award für das beste Drehbuch                          | Rian Johnson         | Nominiert |
| Broadcast Film Critics Association Award für die beste Darstellerin in einem Actionfilm  | Emily Blunt          | Nominiert |
| Broadcast Film Critics Association Award für den besten Darsteller in einem Actionfilm   | Joseph Gordon-Levitt | Nominiert |
| Broadcast Film Critics Association Award für den besten Actionfilm                       | Looper               | Nominiert |
| Broadcast Film Critics Association Award für den besten Science-Fiction/Horrorfilm       | Looper               | Gewonnen  |
| Las Vegas Film Critics Society Award für das beste Drehbuch                              | Rian Johnson         | Gewonnen  |
| Chicago Film Critics Association Award für das beste Originaldrehbuch                    | Rian Johnson         | Nominiert |
| Chicago Film Critics Association Award für die beste Nebendarstellerin                   | Emily Blunt          | Nominiert |
| Writers Guild of America Award für das beste Originaldrehbuch                            | Rian Johnson         | Nominiert |
| Houston Film Critics Society Originaldrehbuch                                            | Rian Johnson         | Nominiert |
| Austin Film Critics Association Originaldrehbuch                                         | Rian Johnson         | Gewonnen  |
| Florida Film Critics Circle Originaldrehbuch                                             | Rian Johnson         | Gewonnen  |
| Online Film Critics Society Originaldrehbuch                                             | Rian Johnson         | Nominiert |
| Utah Film Critics Association Originaldrehbuch                                           | Rian Johnson         | Nominiert |
| Hugo Award für Best Dramatic Presentation, Long Form                                     | Rian Johnson         | Nominiert |
| Saturn Award für bester Science-Fiction-Film                                             | Looper               | Nominiert |
| Saturn Award für beste Regie                                                             | Rian Johnson         | Nominiert |
| Saturn Award für bester Darsteller                                                       | Joseph Gordon-Levitt | Nominiert |
| Saturn Award für bester Schnitt                                                          | Bob Ducsay           | Nominiert |
| Young Artist Award für die beste Leistung eines jungen Nebendarstellers (jünger als elf) | Pierce Gagnon        | Nominiert |